# Wiener FC 1898
Le Wiener FC 1898 est un club autrichien de football basé à Vienne. Fondé en 1898, le club est dissous en 1907.

## Palmarès
- Challenge Cup
  - Finaliste : 1898

## Anciens joueurs
- Julius Wiesner